# Calyptorhynchini
Tribu
Les Calyptorhynchini (les calyptorhynchinis en français) sont une tribu paraphylétique de cacatoès à plumage noirâtre. Ces Cacatoès australiens présentent des plumages globalement sombres (variant du brun, gris ou noir) et des dimorphismes sexuels plus ou moins prononcés au niveau du plumage.

## Position systématique
Initialement, les classifications admettaient la sous-famille des Calyptorhynchinae, une sous-famille des Cacatuidae, or les classifications phylogénétiques réduisent la famille des Cacatuidae au rang de sous-famille des Cacatuinae. Dans ces classifications, les Cacatuidae devenant une sous-famille, les Calyptorhynchinae ont été réduits au rang de tribu. Cette sous-famille regroupait les genres Callocephalon (n.) Lesson, 1837 ; Calyptorhynchus Desmarest, 1826 ; Probosciger Kuhl, 1820.
Le Cacatoès à tête rouge (Callocephalon fimbriatum) est parfois classé avec les cacatuinis (ou cacatuinés sensu stricto).

### Un groupe paraphylétique
La classification de Brown & Toft parue en 1999 est basée sur une analyse des séquences d'ADN mitochondrial et d'ARN ribosomique 12S permet de préciser d'autres relations. Ainsi, les Calyptorhynchini apparaissent paraphylétiques, Probosciger étant un genre assez éloigné et Nymphicus un genre plus proche de Callocephalon et Calyptorhynchus.
```
└─o
Cacatuinae

  ├─o 
  │ ├─o
  │ │ ├─o 
Cacatua
 (f.) Vieillot, 1817 — 13 espèces et 24 taxa
  │ │ └─o 
Eolophus
 (m.) Bonaparte, 1854 — 1 espèce et 3 taxa
  │ └─o
  │   ├─o 
Callocephalon
 (n.) Lesson, 1837 — 1 espèce 
monotypique

  │   └─o
  │     ├─o 
Nymphicus
 (m.) Wagler 1832 — 1 espèce monotypique
  │     └─o 
Calyptorhynchus
  (m.) Desmarest, 1826 — 5 espèces & 13 taxa
  │       ├─o sous genre 
Zenda
 - 3 espèces
  │       └─o sous genre 
Calyptorhynchus
 - 2 espèces
  └─o 
Probosciger
, (m.) Kuhl, 1820 — 1 espèce & 4 taxa
```

## Liste des espèces et sous-espèces
- Cacatoès à tête rouge — Callocephalon fimbriatum (J. Grant, 1803)
- Cacatoès noir — Probosciger aterrimus (Gmelin, 1788)
  - Probosciger aterrimus aterrimus (Gmelin, 1788)
  - Probosciger aterrimus goliath (Kuhl, 1820)
  - Probosciger aterrimus macgillivrayi (Mathews, 1912)
  - Probosciger aterrimus stenolophus (Oort, 1911)
- Cacatoès banksien — Calyptorhynchus banksii (Latham, 1790) 
  - Calyptorhynchus banksii banksii (Latham, 1790)
  - Calyptorhynchus banksii graptogyne Schodde, Saunders & Homberger, 1989
  - Calyptorhynchus banksii macrorhynchus Gould, 1843
  - Calyptorhynchus banksii naso Gould, 1837
  - Calyptorhynchus banksii samueli Mathews, 1917
- Cacatoès de Latham — Calyptorhynchus lathami (Temminck, 1807)
  - Calyptorhynchus lathami erebus Schodde & I.J. Mason, 1993
  - Calyptorhynchus lathami halmaturinus Mathews, 1912
  - Calyptorhynchus lathami lathami (Temminck, 1807)
- Cacatoès funèbre — Zanda funerea (Shaw, 1794) 
  - Calyptorhynchus funerea funerea (Shaw, 1794)
  - Calyptorhynchus funerea whiteae Mathews, 1912
  - Calyptorhynchus funerea xanthanotus Gould, 1838
- Cacatoès à rectrices blanches — Zanda latirostris Carnaby, 1948
- Cacatoès de Baudin — Zanda baudinii Lear, 1832

### Répartition géographique

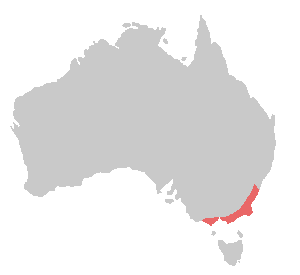
Callocephalon fimbriatum.
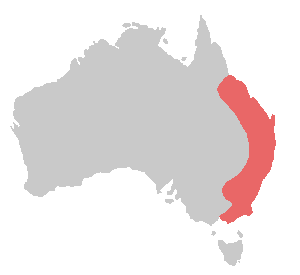
Calyptorhynchus lathami.
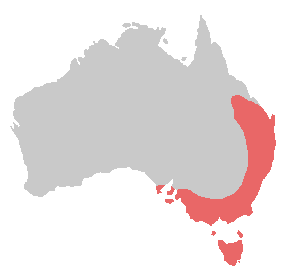
Zanda funerea.
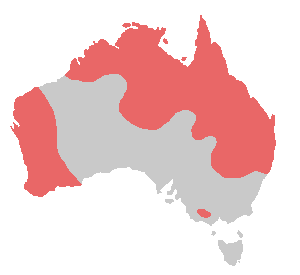
Calyptorhynchus banksii.
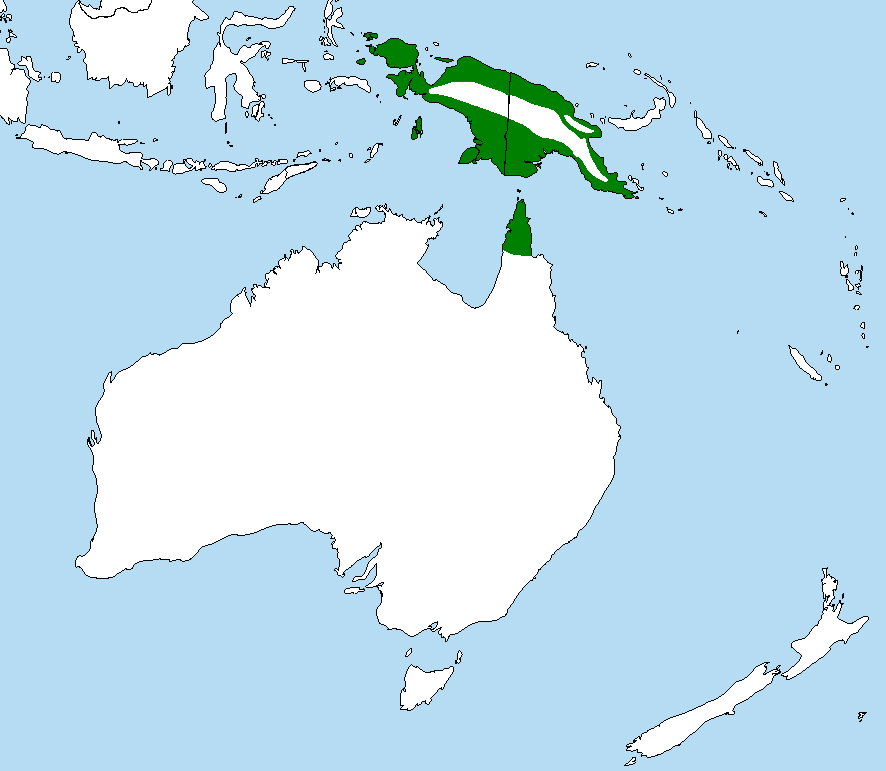
Probosciger aterrimus.